# Bacchiaden
De Bacchiaden (Oudgrieks:Βακχιάδαι Bakchiadai) was een oud Korinthisch adellijk geslacht, dat was vernoemd naar de vijfde koning van Korinthe, Bacchis.
Ze voerden hun afstamming terug op de Heracliden en vanaf 748 v.Chr. oefenden zij bijna een hele eeuw lang een exclusieve oligarchische heerschappij uit, waarbij de stad onder hun heerschappij een sterke economische opbloei beleefde. Ze verkozen jaarlijks een nieuw staatshoofd uit hun midden, een zogenaamde prytanis en behandelden volgens Strabon de inkomsten uit het levendige handelsverkeer van Korinthe als privé-inkomsten.
Trekken van een tyrannis waren hier reeds in te herkennen, de meeste Korinthische adellijke geslachten moesten wegtrekken. Twee beroemde steden werden zo door uitgeweken Heracliden gesticht, het vanaf het begin met Korinthe in vijandschap levende Korkyra door Chersikrates alsook Syrakuse door Archias. Na hun nederlaag tegen Kerkyra omstreeks 660 v.Chr., de eerste zeeslag in de Griekse geschiedenis, werd de dynastie van de Bacchiaden rond 657 v.Chr. door de gewone bevolking verjaagd, want de brutaliteit van hun heerschappij had hen reeds sinds lang bij het volk ongeliefd gemaakt, waarna Kypselos (van moederszijde een Bacchiaad) zich tot tyrannos verhief.
De Bacchiden mogen niet worden verward met de cultische vereerders van Dionysos: de Bacchanten.